# Petites-Affiches Matot-Braine

Les Petites-Affiches Matot-Braine est un hebdomadaire d'information économique régional. Créé sous ce nom le 9 avril 1892, son siège se situe à Reims.
Le journal s'appelait auparavant Almanach-annuaire historique, administratif et commercial des départements de la Marne, de l'Aisne et des Ardennes , Almanach Matot-Braine de la Marne, de l'Aisne et des Ardennes, historique, administratif et commercial : il appartient au groupe ForumEco, groupe de presse d'informations régionales.
Les Petites-Affiches Matot-Braine donne une information économique et d'annonces légales.